# Alika Milova
Alika Milova, znana tudi kot Alika, estonska pevka, * 5. september 2002.

## Kariera
Alika je zaslovela že v otroštvu, ko je sodelovala na različnih pevskih tekmovanjih in televizijskih programih v Estoniji in tujini. Leta 2021 zmagala v osmi sezoni estonskega šova talentov Eesti otsib superstaari.
Dne 1. novembra 2022 je bilo objavljeno, da bo Alika sodelovala na estonskem nacionalnem izboru za Pesem Evrovizije 2023 s pesmijo »Bridges«. 11. februarja 2023 je nastopila v finalu, v katerem je zmagala in postala predstavnica Estonije na Pesmi Evrovizije 2023 v Liverpoolu. Nastopila je v drugem polfinalu, zasedla 10. mesto in se uvrstila v finale, v katerem je zasedla 8. mesto z rezultatom 168 točk.
Dne 14. avgusta 2023 je Alika na svojem Instagram profilu objavila, da bo njen debitantski album izšel 24. novembra. Album »Alika« je prejel nagrado za debitantski album leta na Estonian Music Awards 2024.  Na isti podelitvi nagrad je prejela tudi nagrado za izvajalko leta in pesem leta.

## Zasebno življenje
Rodila se je v rusko govoreči družini v estonskem obmejnem mestu Narva. Večina njene družine prihaja s Krima v Ukrajini. Njena sestra Valeria Milova je profesionalna plesalka.

## Diskografija

### Studijski album
| Naslov  | Podrobnosti                                                                                            |
| ------- | --- |
| »Alika« | - Izdano: 24. november 2023 - Založba: Universal Music Estonija - Format: digitalni prenos, pretakanje |

### Pesmi
| »Õnnenumber«                                                                               | 2021 | —  | —  |       |
| »Bon appetit«                                                                              | 2022 | —  | —  | Alika |
| »C'est la vie«                                                                             | 2022 | —  | —  | Alika |
| »Bridges«                                                                                  | 2022 | 20 | 17 | Alika |
| »You«                                                                                      | 2023 | —  | —  | Alika |
| »Lihtsalt veab/Too Much«                                                                   | 2023 | —  | —  | Alika |
| »Õde ütles«                                                                                | 2023 | —  | —  | Alika |
| »—« označuje pesmi, ki niso bile uvrščene na lestvico ali niso bile izdane na tem ozemlju. |      |    |    |       |